# 푸시킨스카야역 (상트페테르부르크 지하철)
푸시킨스카야역(러시아어: Пушкинская)은 러시아 상트페테르부르크 시에 있는 상트페테르부르크 지하철 키롭스코 비보륵스카야 선의 철도역이다. 1956년 4월 30일에 개통되었고 초기 역명은 "비텝스키 복잘"이었다.
역명은 미하일 아니쿠신이 조각한 시인 알렉산드르 푸시킨에게 바치는 기념비가 있어 제정되었다. 또한, 지하에 위령비가 있는 최초의 구소련 지하철역이었다.
2011년 12월 15일, 문화 유산 보호 위원회는 푸시킨스카야 역을 지역적으로 중요한 문화 유산의 단일 국가 등록부에 포함시킬 것을 권고했지만, 현재까지 문화 유산의 대상으로 남아 있다.

## 구조
지하 대합실은 건축가 V.A.Petrov와 L.M.Polyakova의 프로젝트 일원으로 건설되었다. 처음에 이 역은 러시아에서 가장 먼저, 체르스코셀 철도의 건설과 연계될 계획이었다. 마지막 프로젝트의 주제는 완전히 바뀌어 레닌그라드 건축가들이 설계한 것이 아닌 모스크바 건축가 L.M.Polyakov에 의해 디자인된 유일한 역이다.
핀은 흰색 대리석으로 덮여 있고, 바닥은 어두운 색의 라인으로 덮여 있다. 화강암은 우크라이나, 도쿄에서 레닌그라드로 배달되었다. 검은색과 흰색 돌로 만들어진 붉은색 계열의 가장자리와 틈새에는 빛을 발산하는 검은색 금속 장식물이 있다. 조명에는 도금된 방패와 창으로 장식물로 되어 있다. 양방향의 통로 바닥에는 밝은색을 비추는 단순한 타일로 장식되어 있다.
옆쪽의 벽에는 두 개의 색으로 구성된 타일로 장식되어 있는데, 아래쪽은 검은색, 위쪽은 흰색, 위에 "1955"라고 표시된 장식용 격자 문이 존재한다. 벽면은 대리석으로 덮여 있고 기둥으로 장식되어 있으며, 중앙 홀의 램프와 겹치는 우아한 디자인의 환기구도 있다.

## 환승
푸시킨스카야 역에서는 프룬젠스코 프리모르스카야 선의 즈베니고로츠카야 역과 환승이 가능하다.